# Gamil
Gamil é uma povoação portuguesa do Município de Barcelos que foi sede da extinta Freguesia de Gamil, freguesia que tinha 3,29 km² de área e 924 habitantes (2011), e, por isso, uma densidade populacional de 280,9 hab/km².
A Freguesia de Gamil foi agregada em 2013 à Freguesia de Midões para criar a Freguesia de Gamil e Midões, oficialmente a União das Freguesias de Gamil e Midões.
Era uma pequena freguesia rural situada na região do Minho, no noroeste do país. Gamil faz parte da sub-região do Cávado e da antiga província do Minho.
A freguesia de Gamil possuía uma população reduzida e uma área geográfica relativamente pequena. A paisagem é predominantemente rural, com colinas verdes, campos agrícolas e algumas florestas. A economia da região é baseada principalmente na agricultura, com destaque para a produção de vinho verde, cereais, frutas e vegetais.
No que diz respeito ao património, Gamil possui algumas igrejas e capelas interessantes. A comunidade local é conhecida por sua hospitalidade e orgulho de suas tradições.

## População
| População da freguesia de Gamil (1864 – 2011) | População da freguesia de Gamil (1864 – 2011) | População da freguesia de Gamil (1864 – 2011) | População da freguesia de Gamil (1864 – 2011) | População da freguesia de Gamil (1864 – 2011) | População da freguesia de Gamil (1864 – 2011) | População da freguesia de Gamil (1864 – 2011) | População da freguesia de Gamil (1864 – 2011) | População da freguesia de Gamil (1864 – 2011) | População da freguesia de Gamil (1864 – 2011) | População da freguesia de Gamil (1864 – 2011) | População da freguesia de Gamil (1864 – 2011) | População da freguesia de Gamil (1864 – 2011) | População da freguesia de Gamil (1864 – 2011) | População da freguesia de Gamil (1864 – 2011) |
| --------------------------------------------- | --------------------------------------------- | --------------------------------------------- | --------------------------------------------- | --------------------------------------------- | --------------------------------------------- | --------------------------------------------- | --------------------------------------------- | --------------------------------------------- | --------------------------------------------- | --------------------------------------------- | --------------------------------------------- | --------------------------------------------- | --------------------------------------------- | --------------------------------------------- |
| 1864                                          | 1878                                          | 1890                                          | 1900                                          | 1911                                          | 1920                                          | 1930                                          | 1940                                          | 1950                                          | 1960                                          | 1970                                          | 1981                                          | 1991                                          | 2001                                          | 2011                                          |
| 289                                           | 251                                           | 233                                           | 294                                           | 283                                           | 307                                           | 352                                           | 402                                           | 462                                           | 542                                           | 648                                           | 708                                           | 748                                           | 838                                           | 924                                           |

## Património
- Igreja Paroquial
- Edícula do Senhor da Boa Morte
- Capela de Santa Cruz de Penouços
- Alminhas do Garrido
- Ruínas da Antiga Carreira de Tiro
- Adega Cooperativa de Barcelos